# Điểm đến của Swiss International Air Lines
Dưới đây là các điểm đến mà hãng hàng không Swiss International Air Lines bay tới (tháng 4-2010).  Lưu trữ ngày 5 tháng 3 năm 2010 tại Wayback Machine. Nó bao gồm cả các điểm đến của Contact Air, Darwin Airline, Helvetic Airways, PrivatAir và Swiss European Air Lines

## Châu Phi
- Cameroon
  - Douala - Sân bay Douala
  - Yaoundé - Sân bay quốc tế Nsimalen
- Ai Cập
  - Cairo - Sân bay quốc tế Cairo
- Kenya
  - Nairobi - Sân bay quốc tế Jomo Kenyatta
- Nam Phi
  - Johannesburg - Sân bay quốc tế OR Tambo
- Tanzania
  - Dar es Salaam - Sân bay quốc tế Julius Nyerere

## Châu Mỹ

### Bắc Mỹ
- Canada
  - Montréal - Sân bay quốc tế Pierre Elliott Trudeau
- Hoa Kỳ
  - Boston - Sân bay quốc tế Logan
  - Chicago - Sân bay quốc tế O'Hare
  - Los Angeles - Sân bay quốc tế Los Angeles
  - Miami - Sân bay quốc tế Miami
  - New York City - Sân bay quốc tế John F. Kennedy
  - Newark - Sân bay quốc tế Newark Liberty
  - San Francisco - Sân bay quốc tế San Francisco [từ 02/06]

### Nam Mỹ
- Brasil
  - São Paulo - Sân bay quốc tế Guarulhos

## Châu Á

### Đông Á
- Trung Quốc
  - Thượng Hải - Sân bay quốc tế Phố Đông Thượng Hải
- Hồng Kông
  - Hồng Kông - Sân bay quốc tế Hồng Kông
- Nhật Bản
  - Tokyo - Sân bay quốc tế Narita

### Nam Á
- Ấn Độ
  - Delhi - Sân bay quốc tế Indira Gandhi
  - Mumbai - Sân bay quốc tế Chhatrapati Shivaji

### Đông Nam Á
- Thái Lan
  - Bangkok - Sân bay quốc tế Suvarnabhumi

### Tây Nam Á
- Síp
  - Larnaca - Sân bay quốc tế Larnaca theo mùa
- Israel
  - Tel Aviv - Sân bay quốc tế Ben Gurion
- Kuwait
  - Thành phố Kuwait - Sân bay quốc tế Kuwait
- Oman
  - Muscat - Sân bay quốc tế Muscat
- Các Tiểu vương quốc Ả Rập Thống nhất
  - Dubai - Sân bay quốc tế Dubai

## Châu Âu

### Trung Âu
- Áo
  - Viên - Sân bay quốc tế Viên
- Cộng hòa Séc
  - Praha - Sân bay quốc tế Ruzyně
- Đức
  - Berlin - Sân bay quốc tế Tegel
  - Düsseldorf - Sân bay quốc tế Düsseldorf
  - Frankfurt - Sân bay quốc tế Frankfurt
  - Hamburg - Sân bay quốc tế Hamburg
  - Hanover - Sân bay Langenhagen
  - Munich - Sân bay quốc tế Munich
  - Nuremberg - Sân bay Nuremberg
  - Stuttgart - Sân bay Stuttgart
- Hungary
  - Budapest - Sân bay quốc tế Budapest Ferihegy
- Ba Lan
  - Warszawa - Sân bay quốc tế Warsaw Frédéric Chopin
- Thụy Sĩ
  - Basel - Sân bay EuroAirport Basel-Mulhouse-Freiburg
  - Genève - Sân bay quốc tế Geneva Focus City
  - Lugano - Sân bay quốc tế Agno
  - Zürich - Sân bay quốc tế Zürich Hub

### Đông Âu
- Bulgaria
  - Sofia - Sân bay quốc tế Sofia
- Kosovo
  - Pristina - Sân bay quốc tế Pristina
- România
  - Bucharest - Sân bay quốc tế Otopeni
- Nga
  - Moskva - Sân bay quốc tế Domodedovo
  - Sankt-Peterburg - Sân bay Pulkovo Airport
- Serbia
  - Belgrade - Sân bay Belgrade Nikola Tesla

### Nam Âu
- Hy Lạp
  - Athens - Sân bay quốc tế Eleftherios Venizelos
  - Thessaloniki - Sân bay quốc tế Thessaloniki
- Ý
  - Florence - Sân bay Peretola
  - Milan - Sân bay quốc tế Malpensa
  - Roma - Sân bay quốc tế Leonardo da Vinci-Fiumicino
  - Venice - Sân bay quốc tế Marco Polo
- Bồ Đào Nha
  - Faro - Sân bay Faro [theo mùa]
  - Lisboa - Sân bay quốc tế Portela
  - Porto - Sân bay quốc tế Francisco de Sá Carneiro [từ 04-07]
- Tây Ban Nha
  - Barcelona - Sân bay quốc tế El Prat
  - Las Palmas de Gran Canaria - Sân bay Gran Canaria
  - Madrid - Sân bay quốc tế Barajas
  - Málaga - Sân bay Málaga
  - Palma de Mallorca - Sân bay Son Sant Joan
  - Tenerife - Sân bay Tenerife [theo mùa]
  - Valencia - Sân bay Valencia
- Thổ Nhĩ Kỳ
  - Istanbul - Sân bay quốc tế Atatürk

### Tây Âu
- Bỉ
  - Brussels - Sân bay quốc tế Brussels
- Đan Mạch
  - Copenhagen - Sân bay quốc tế Kastrup
- Pháp
  - Lyon - Sân bay Lyon-Saint Exupéry
  - Nice - Sân bay Côte d'Azur
  - Paris - Sân bay quốc tế Roissy-Charles de Gaulle
- Ireland
  - Dublin - Sân bay quốc tế Dublin
- Luxembourg
  - Luxembourg - Sân bay Findel
- Hà Lan
  - Amsterdam - Sân bay quốc tế Schiphol
- Na Uy
  - Oslo - Sân bay quốc tế Oslo
- Thụy Điển
  - Stockholm - Sân bay quốc tế Arlanda
- Vương quốc Anh
  - Birmingham - Sân bay quốc tế Birmingham
  - Luân Đôn
    - Sân bay London City
    - Sân bay London Heathrow

  - Manchester - Sân bay Manchester

## Điểm đến trước đây
Châu Phi
- Guinea xích đạo - Malabo
- Gabon - Libreville
- Ghana - Accra
- Libya - Benghazi, Tripoli
- Maroc - Casablanca
- Nigeria - Lagos
- Tunisia - Tunis

Châu Á
- Armenia - Yerevan
- Trung Quốc - Bắc Kinh
- Iran - Tehran
- Liban - Beirut
- Pakistan - Karachi
- Philippines - Manila
- Ả Rập Saudi - Jeddah, Riyadh
- Singapore
- Hàn Quốc - Seoul
- Đài Loan - Đài Bắc
- Ả Rập Saudi - Abu Dhabi
- Việt Nam - Thành phố Hồ Chí Minh City (Saigon)

Châu Âu
- Phần Lan - Helsinki
- Latvia - Riga
- Macedonia - Skopje
- Tây Ban Nha - Bilbao

Nam Mỹ
- Argentina - Buenos Aires
- Brazil - Rio de Janeiro
- Chile - Santiago de Chile
- Venezuela - Caracas

Bắc Mỹ
- Canada - Toronto
- Hoa Kỳ - Atlanta, Minneapolis, Seattle, Washington